# 사남초등학교 (경남)
사남초등학교는 대한민국 경상남도 사천시 사남면 월성리에 있는 공립 초등학교이다. 과거에는 사남면 진삼로 1023 (죽천리)에 있었으며, 원래 학교가 있던 자리에는 사천유치원이 들어서 있다.

## 역사
- 1911년 9월 1일 사립 사남학교 설립 인가
- 1920년 5월 1일 사남공립보통학교 개교
- 1938년 4월 1일 사남공립심상소학교 (명칭 변경)
- 1941년 4월 1일 사남공립국민학교 (명칭 변경)
- 1996년 3월 1일 사남초등학교로 교명 개칭
- 1999년 8월 31일 삼성초등학교로 통폐합
- 2010년 9월 1일 현 위치에서 재개교
- 2018년 9월 1일 제31대 이호선 교장 취임
- 2019년 2월 15일 제88회 졸업장 수여식(졸업생 수 128명, 총 4,363명 졸업)
- 2020년 2월 14일 제89회 졸업장 수여식(졸업생 수 159명, 총 4,522명 졸업)
- 2021년 2월 10일 제90회 졸업장 수여식(졸업생 수 175명, 총 4,697명 졸업)

## 상징
- 교화 - 영산홍 : 진달래과의 꽃으로 어떠한 땅에서도 잘 자라며, 한없이 다정스러우면서도 붉은 꽃망울은 매우 열정적으로 피어나 보는 이들의 마음을 울렁이게 한다. 첫사랑을 나타내는 꽃말과 함께 우리 사남 어린이들이 열정적으로 다정하게 생활하며 천진하고 맑은 모습을 영원히 간직한 채 자라길 바라는 마음으로 영산홍을 교화로 선정하고자 함.
- 교목 - 소나무 : 솔이라고도 부르며, 어떤 난관에도 굴하지 않고 자신의 미래를 개척해 나가는 기개 넘치는 나무로 사남어린이의 곧은 생각과 정직한 마음을 표현할 수 있어 교목으로 선정하고자 함

## 참고 자료
- 사천사남초등학교 - 한국교육학술정보원 학교알리미